# 斯蒂芬·費里斯
斯蒂芬·費里斯（英語：Stephen Ferris；1985年8月2日—）是一位已經退役的愛爾蘭橄欖球運動員。他是愛爾蘭國家橄欖球隊的一員，代表愛爾蘭參加了2011年世界盃橄欖球賽。